# Uber Arena
Uber Arena är en multifunktionsarena i stadsdelen Friedrichshain i Berlin, Tyskland. Arenabygget påbörjades 13 september 2006 och arenan invigdes 10 september 2008. Arenan gick tidigare under namnet O2 World och Mercedes-Benz Arena.
I arenan anordnas inomhussportevenemang, särskilt ishockey och basket, då Berlinlagen Eisbären Berlin respektive Alba Berlin har Mercedes-Benz Arena som hemmaarena.  Arenan används även för stora konsertevenemang. Den kan ta upp till omkring 17 000 stående och sittande åskådare och är Tysklands näst största multifunktionsarena, efter Lanxess Arena i Köln.  Arenan utgör en del av medieindustriområdet Mediaspree i östra Berlin och ligger intill East Side Mall samt flera hotell och kontorshus. I närheten finns även East Side Gallery, vilket orsakade protester vid bygget då en sektion av Berlinmuren avlägsnades för att göra plats för en gångstig från arenan ner till floden Spree.

## Bildgalleri

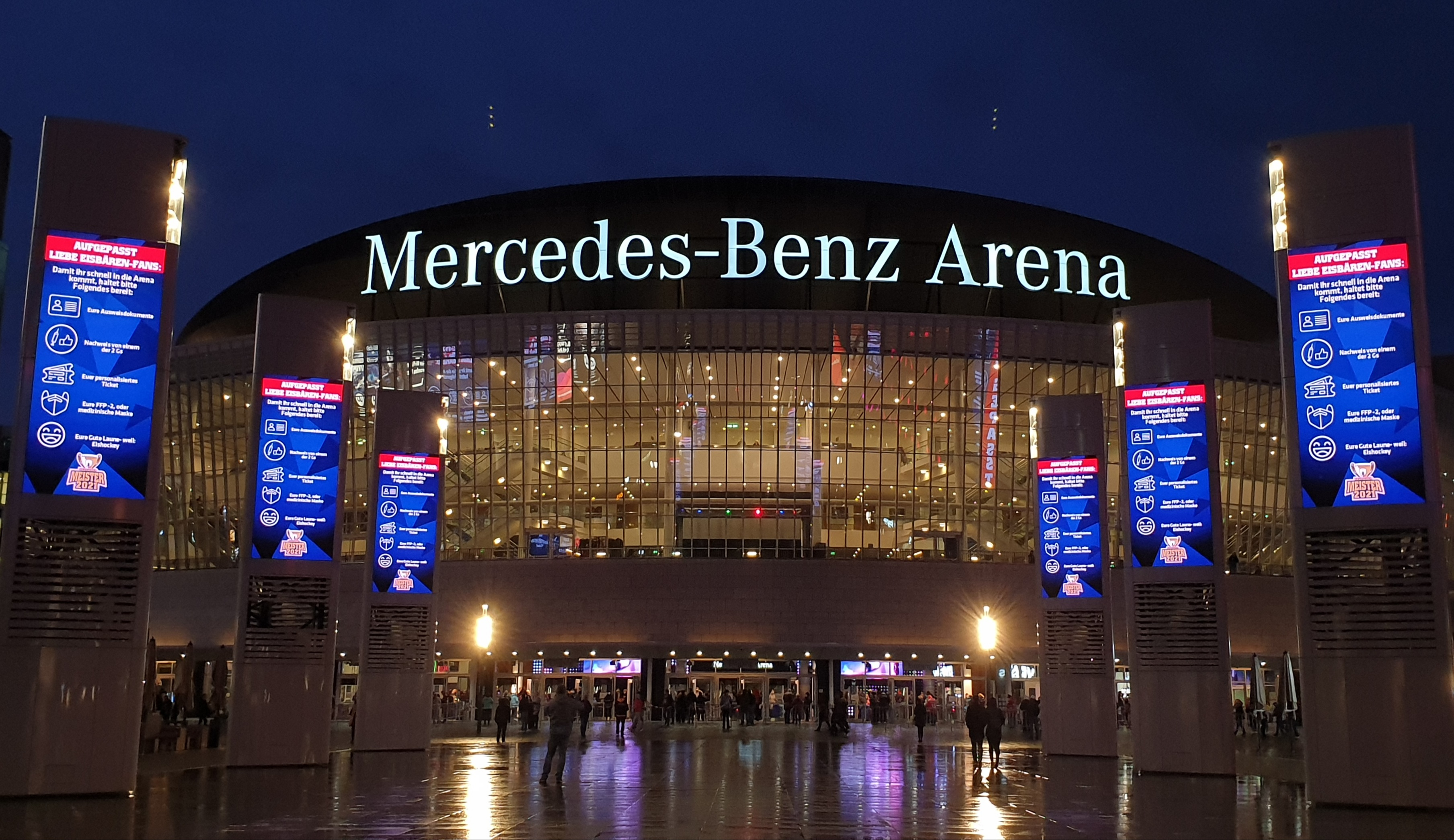
Arenan på kvällstid
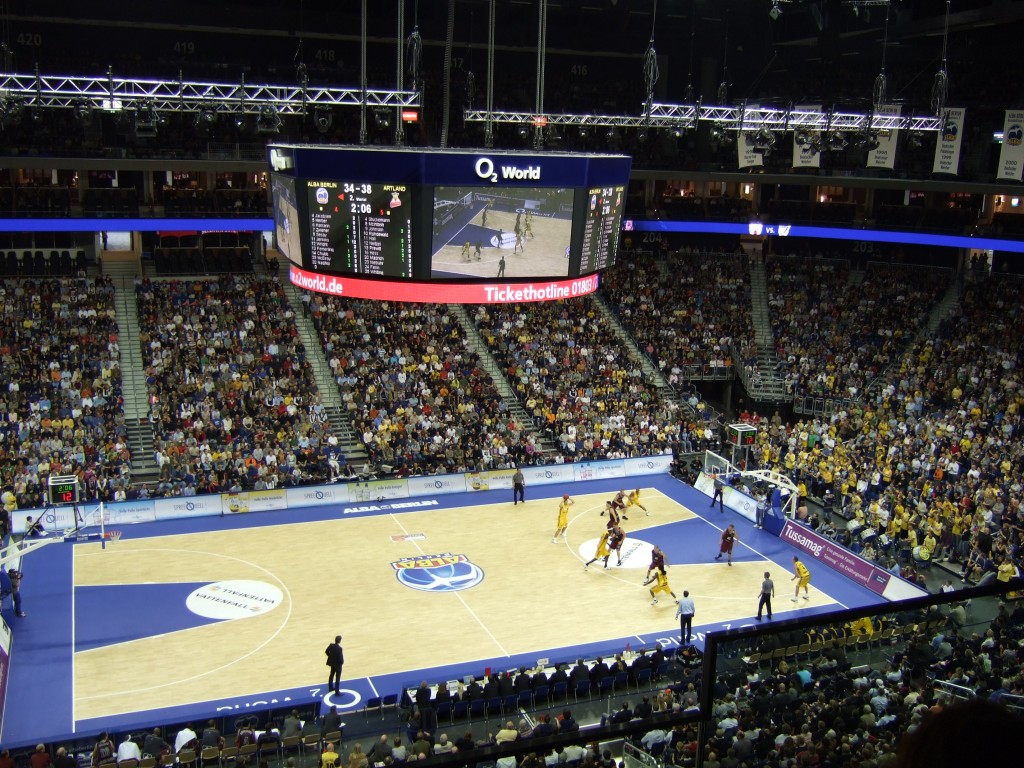
Insidan
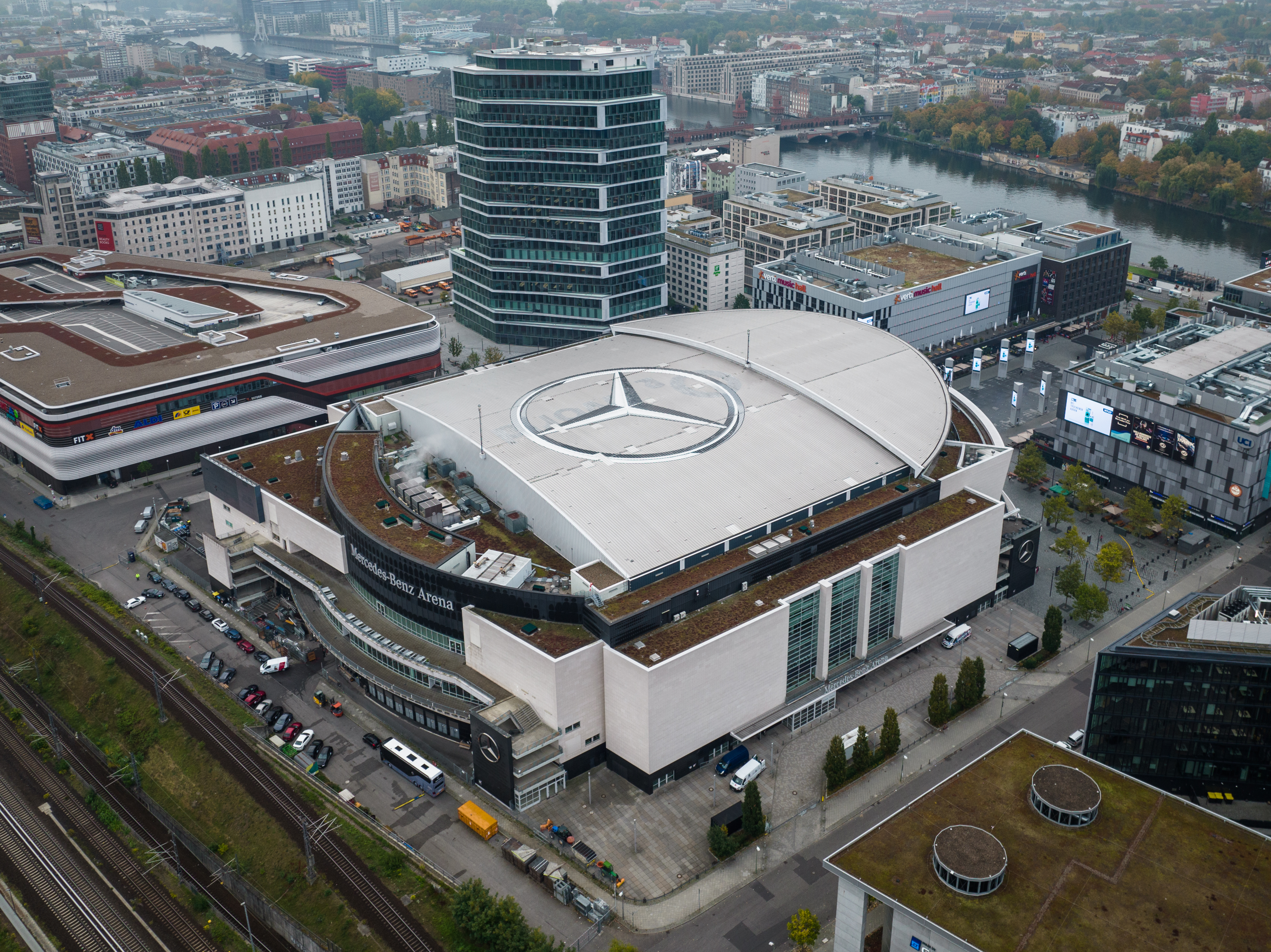
Ovanifrån
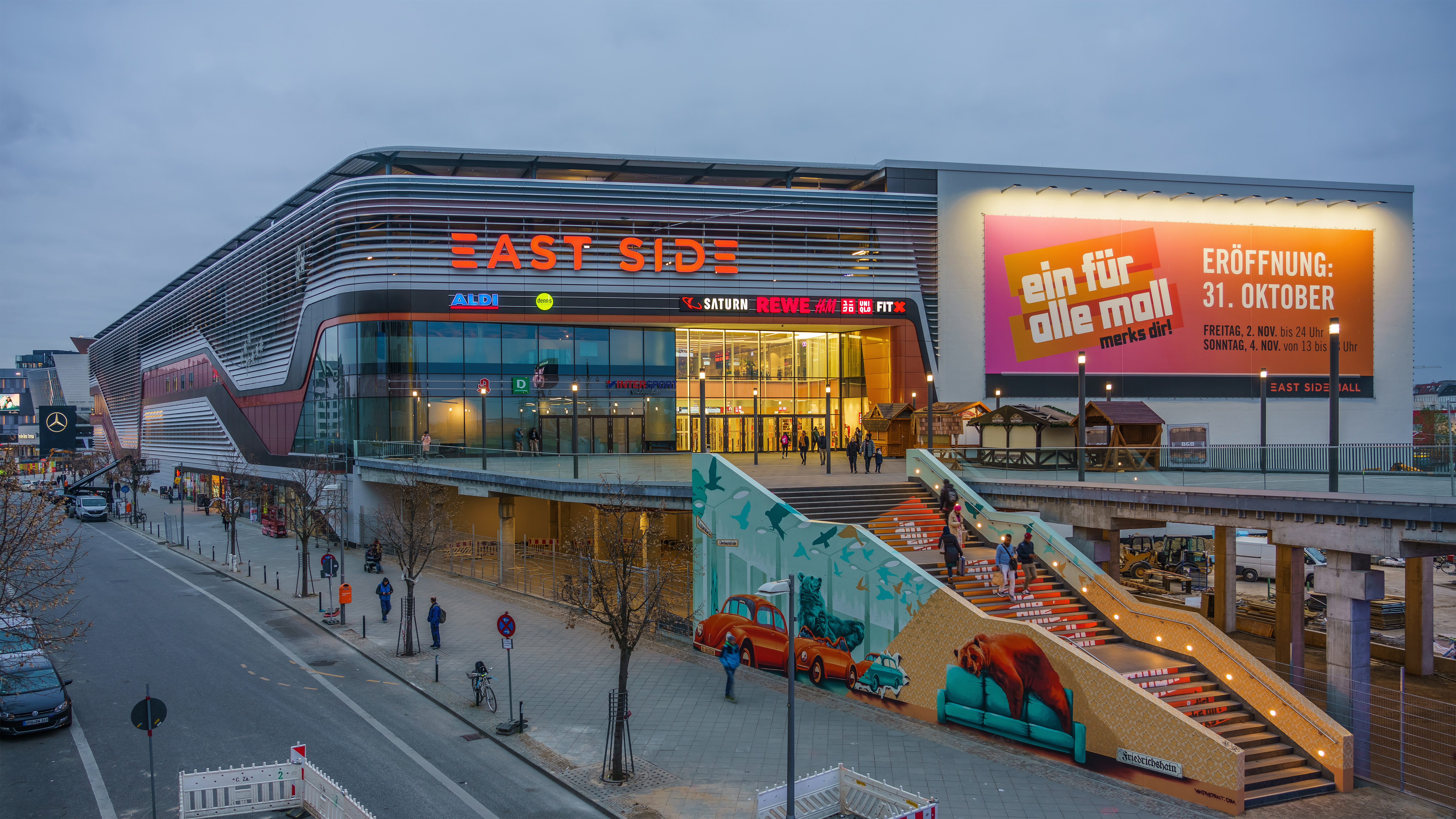
East Side Mall bredvid arenan